# かなたいおり
かなた いおり(1993年4月19日 - ）は、日本のAV女優、元グラビアアイドル。群馬県出身。旧芸名は「橋爪美咲」。
AV女優として活動する際は「かなたいおり」の他、「おりたかな」「くさのまり」名義を使用、ヌードモデル活動時は「西園ゆり」名義を使用している。

## 来歴
- 2011年8月、日本テレビのサマーイベント『汐博』の一環として開催された『汐留グラビア甲子園2011』に群馬県代表として参加した。結果的は一回戦敗退。

- 2012年3月、スパイスビジュアルから「美☆少女時代 橋爪美咲」をリリースし、グラビアデビュー。

- 2014年5月、キャンディから「アイドルの卵がAVデビュー かなたいおり」をリリース、「かなたいおり」に改名しAVデビューを果たした。

## 作品

### イメージビデオ
- 美☆少女時代（2012年3月16日、スパイスビジュアル）

### アダルトビデオ
- アイドルの卵がAVデビュー（2014年5月1日、キャンディ、CND-097) かなたいおり
- ドピュッと一発大量顔射！！（2014年6月1日、キャンディ、CND-100）かなたいおり
- Tokyo Hot No969 脱輪アイドル餌食姦（2014年7月25日、TOKYO-HOT、n0969）おりたかな
- 友達といっしょ いおりとまことの初ウリ（2014年8月12日、プレステージ、BUY-011）いおり
- ただ、キミを愛している…（2014年8月13日、無垢、MUKD-306）かなたいおり
- 美少女即ハメ白書 27（2014年8月22日、プレステージ、SHL-027）かなたいおり
- KIYOMI（GirlsDelta）松崎清美
- KIYOMI2（GirlsDelta）松崎清美
- 精神崩壊 私立ありがとう学園（2014年9月12日、ブイアンドアールプロデュース、VRTM-011）かなたいおり
- 文化系部活少女 軽音楽部いおり（2014年9月25日、ラマ、LAIM-013）いおり
- GET！！ 素人ナンパ No.168 2014 ビキニ★海ナンパ（2014年11月7日、桃太郎映像出版、DSS-168）
- 溺愛-変態倶楽部 Mの小部屋（2014年12月1日、FAプロ、RHTS-037）かなたいおり
- ブルマー少女をねぶり尽くす いおり（2014年12月19日、ラマコス/妄想族、COSU-013）いおり
- 可愛い女の子から本気でSEXを求められるには(2015年2月19日、ソフト・オン・デマンド、INDI-028）くさのまり
- 「無垢」特選八時間 純粋少女×透明感抜群の色白・美肌少女（2015年7月13日、無垢、MUCD-147）
- 極太ディルドにヨガリ狂う女たち（2015年9月13日、マルクス兄弟、SMA-797）くさのまり
- 孕ませ美少女8人4時間 オヤジの生チ○ポで種付け撮り8連発！（2017年8月25日、S級素人、SABA-442）いおり
- 本気イキ狂い!極太ディルドオナニー4時間（2017年12月12日、ケイ・エム・プロデュース、OKAX-320）くさのまり

### アダルトイメージビデオ
- Bitter sweets（2016年3月20日、369、CMG-279）西園ゆり
- mysty eyes（2016年5月30日、369、CMG-283）西園ゆり
- アルカス（2016年7月13日、アルカス、ARKS-006）西園ゆり